# Evangelische Kirche (Nauborn)

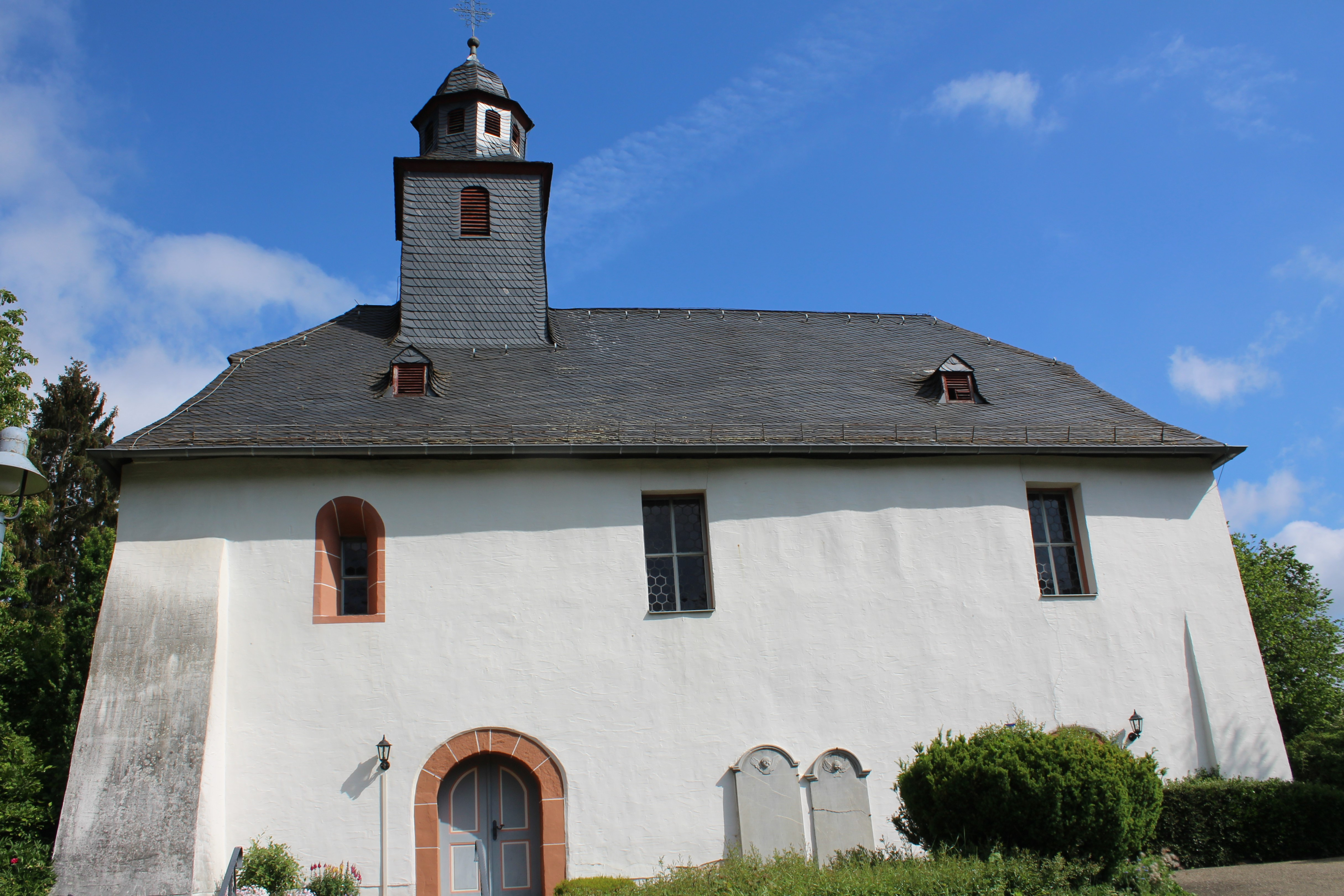
Kirche in Nauborn von Süden

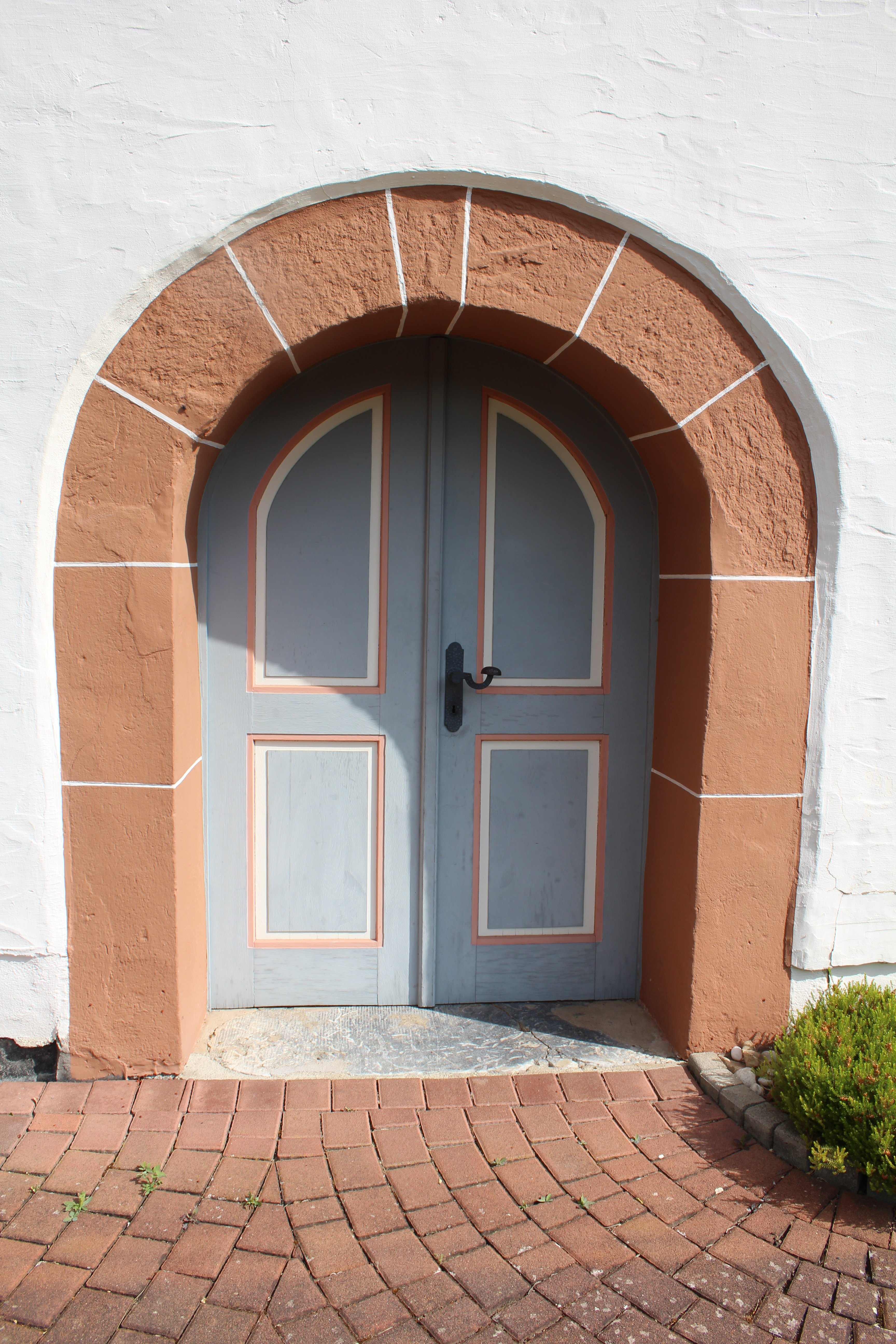
Größeres Südportal im Westen

Die Evangelische Kirche im mittelhessischen Nauborn, einem Stadtteil von Wetzlar, ist eine im Kern romanische Saalkirche. Im 17. Jahrhundert wurde sie tiefgreifend umgebaut und erhielt ihre heutige Gestalt. Das Gebäude ist aufgrund seiner geschichtlichen, künstlerischen und städtebaulichen Bedeutung hessisches Kulturdenkmal.

## Geschichte
Im Lorscher Codex wird berichtet, dass zwei Nauborner Kirchen dem Kloster übertragen wurden. Die 778 von einer Frau mit Namen Theutbirg verschenkte Basilika ist wohl mit der 1,5 km südlich der heutigen Kirche 1927 entdeckten Theutbirg-Basilika aus dem 8. Jahrhundert zu identifizieren. Bei der 806 von dem Ehepaar Engeltrut und Engelswint gestifteten Marienkirche wird es sich um die Dorfkirche auf dem Engelsberg handeln. Demzufolge existierte in Nauborn ein Vorgängerbau bereits zu Zeiten Karls des Großen. Die Kirchen in Nauborn und die Michaelskirche in Wieseck gehören damit zu den ältesten bezeugten Kirchen der Region.
Ein gesicherter Nachweis findet sich im Jahr 1290 mit der Einsetzung eines Pfarrers Ludwig von Voitsberg (Vetzberg). Das benachbarte Laufdorf hatte 1290 ebenfalls einen Pfarrer. Beide Gemeinden bildeten im späten Mittelalter ein Kirchspiel (1497 und 1526 nachgewiesen). Dies gehörte im Mittelalter zum Archipresbyterat Wetzlar im Archidiakonat St. Lubentius Dietkirchen in der Erzdiözese Trier.
Mitte des 16. Jahrhunderts wurde die Reformation eingeführt. Erster evangelischer Pfarrer war Johannes Heymann (1549–1580). Die Kirchengemeinde wechselte 1582 unter Graf Konrad von Solms-Braunfels zum reformierten Bekenntnis. Während des Dreißigjährigen Krieges war der Ort unter den Spaniern einige Jahre katholisch (1626–1632), bis die Schweden wieder die Rückkehr zum reformierten Glauben ermöglichten.
Die Baugeschichte der Kirche lässt sich nicht eindeutig rekonstruieren. Auf den mittelalterlichen Ursprung weisen der Westteil mit seinen stärkeren Mauern und den rundbogigen Fenstern, die Südwand mit den beiden Rundbogenportalen und die Ostwand mit dem Chorbogen und Resten einer schießschartigen Anlage. Ab 1583 wurde der Innenraum im Sinne des Kalvinismus allmählich umgestaltet und weiß gestrichen. Vermutlich wurde der Ostteil 1672 erneuert. 1952–1954 wurden Renovierungen durchgeführt. Dabei wurde das Ostfenster von 1927 neu gestaltet und der Dachstuhl verbrettert. 1968 folgten eine Innenrenovierung und eine neue Außenverputzung. In diesem Zuge wurden die Emporenbrüstungen freigelegt und die Ostempore etwas vorgezogen.
Obwohl die Kirchengemeinden Nauborn und Laufdorf pfarramtlich verbunden waren, tagten die Presbyterien ab 1838 getrennt voneinander. Seit 1975 gab es wieder gemeinsame Sitzungen. Im Jahr 2020 fusionierten die Gemeinden Nauborn (1600 Mitglieder) und Laufdorf (900 Mitglieder). Die vereinigte Kirchengemeinde ist evangelisch-reformiert und gehört zum Evangelischen Kirchenkreis an Lahn und Dill in der Evangelischen Kirche im Rheinland.

## Architektur

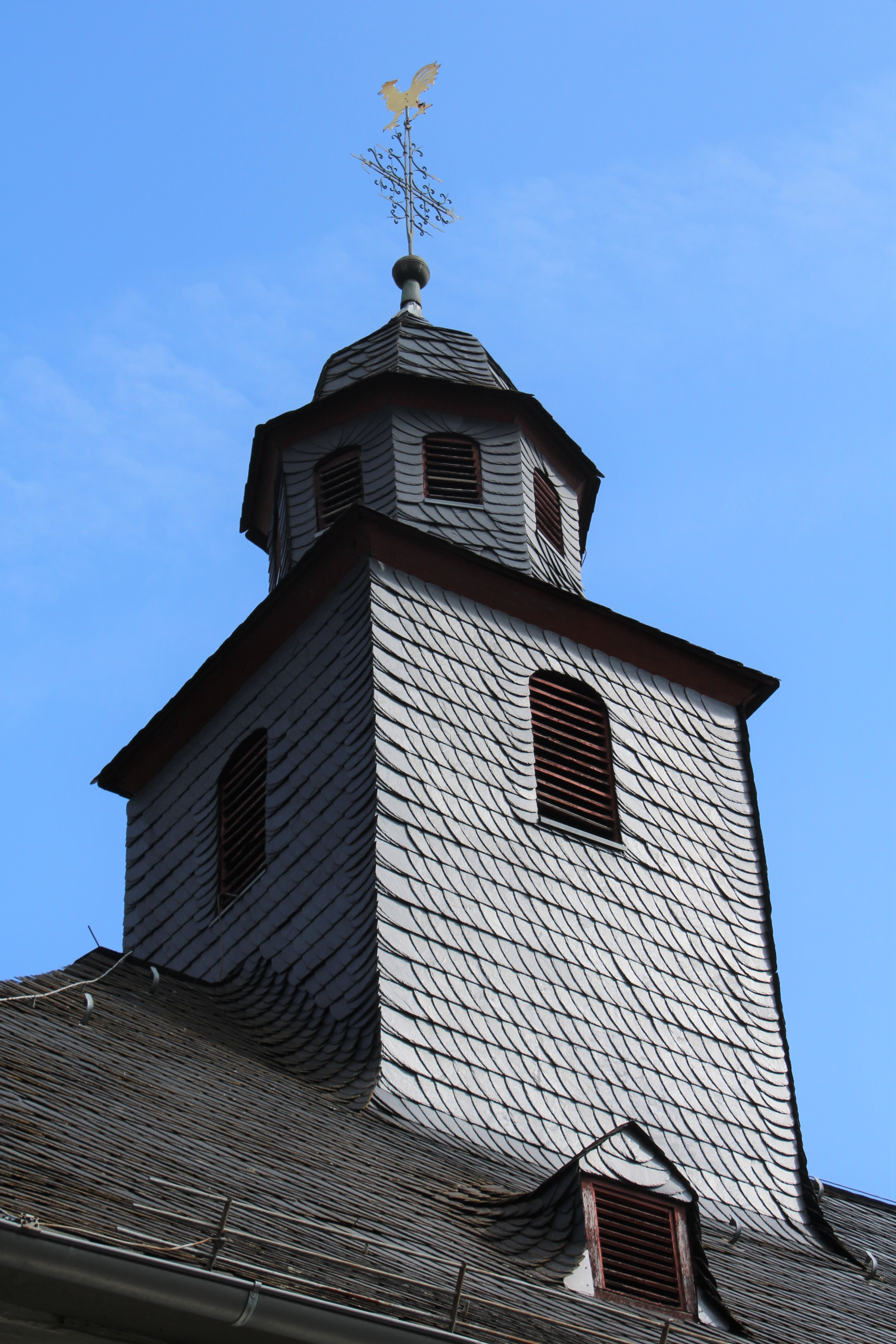
Dachreiter von 1768

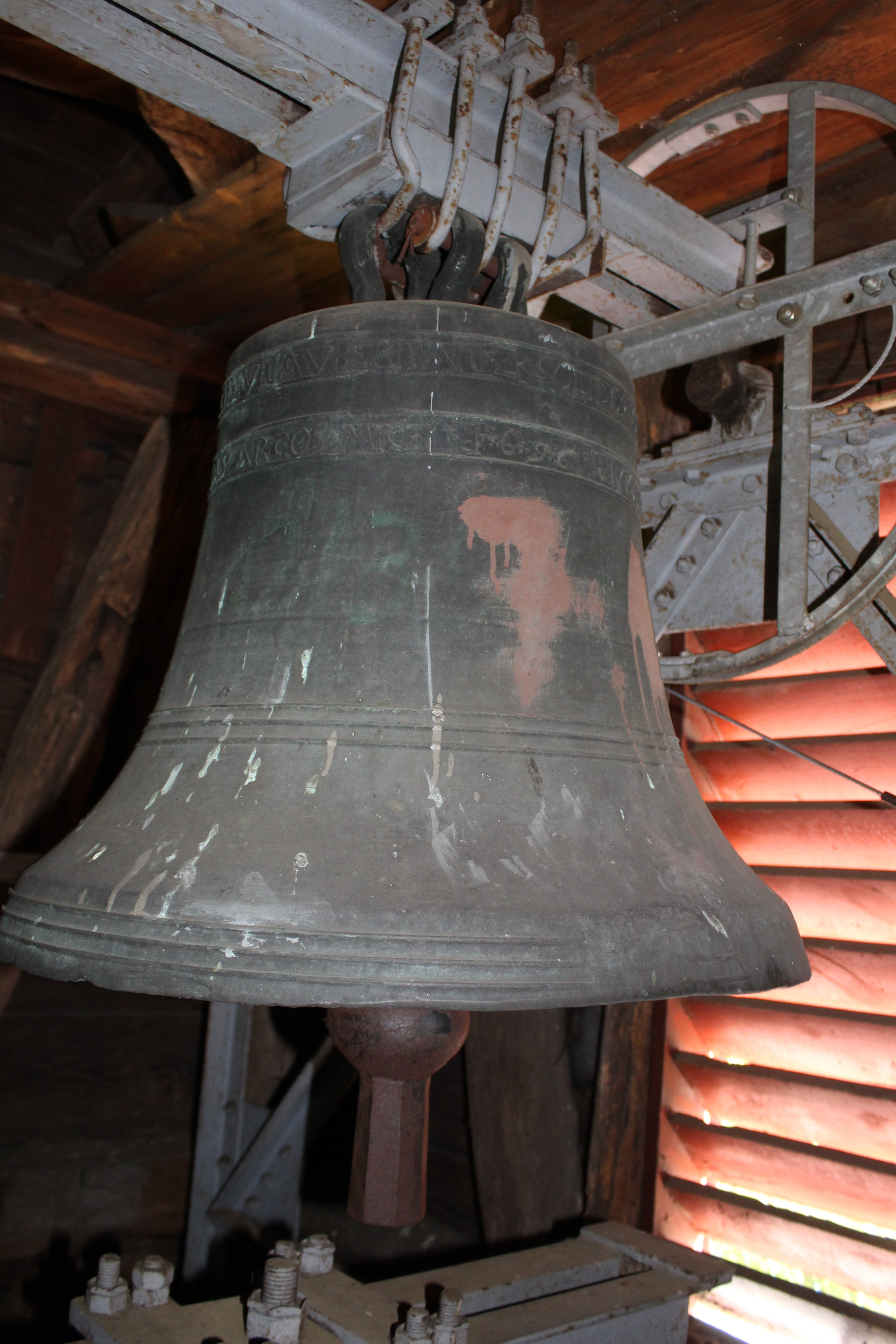
Rincker-Glocke von 1696

Die in etwa geostete, weiß verputzte Kirche ist am nordöstlichen Ortsrand in Hanglage aus Bruchsteinmauerwerk errichtet. Sie wird von einem Schopfwalmdach  bedeckt, dem im Westen ein Haubendachreiter aufgesetzt ist. Die Kirche steht auf einem Friedhofsgelände, dessen Mauereinfriedung nur noch zum Teil erhalten ist.
Der Westteil des Langhauses zeichnet sich durch dickere Mauern (0,80 Meter) und durch je ein kleines Rundbogenfenster am Ende der Langseiten aus. Die Südwestecke wird durch eine mächtige Stützmauer verstärkt. Der Ostteil mit seinen schmaleren Mauern wurde vermutlich 1672 erneuert. An jeder Langseite sind zwei hochsitzende Rechteckfenster eingelassen, die im Norden die Empore belichten. Zusätzlich wurde in der östlichen Nordwand ein kleines Rechteckfenster eingebrochen. Die zwei kleinen Rundbogenfenster im Osten befinden sich in einer Nische mit Korbbogen. Die Westseite ist fensterlos. An der Südseite erschließen zwei rundbogige Portale aus rotem Sandstein, die noch aus mittelalterlicher Zeit stammen können, das Gotteshaus. Das linke ist größer als das rechte, das zum Kanzelaufgang führt. Ein kleiner vermauerter Rundbogen in der Ostwand weist auf eine Apsis, die samt Fundamenten abgebrochen wurde.
Das verschieferte Schopfwalmdach ist an jeder Seite mit zwei kleinen Gauben bestückt. Auch die Giebelflächen der Schmalseiten sind verschiefert. Aus dem vierseitigen Schaft des Dachreiters von 1768 entwickelt sich der achtseitige Aufsatz mit geschwungener Haube, die von Turmknauf, Kreuz und Wetterhahn bekrönt wird. Die Glockenstube beherbergt ein Dreiergeläut. Die älteste Glocke wurde 1696 von Jakobus Rincker gegossen und trägt die zweizeilige Inschrift: „SOLI DEO GLORIA. DIE STUND, PREDIGT, FESTZEIT, LEICHEN, THU ICH ZU NAUBERN ANZ / EIGEN, JACOBUS RINCKER VON ASLAR GOS MICH 1696“. Die Gemeinde schaffte 1949 zwei neue Rincker-Glocken an.

## Ausstattung

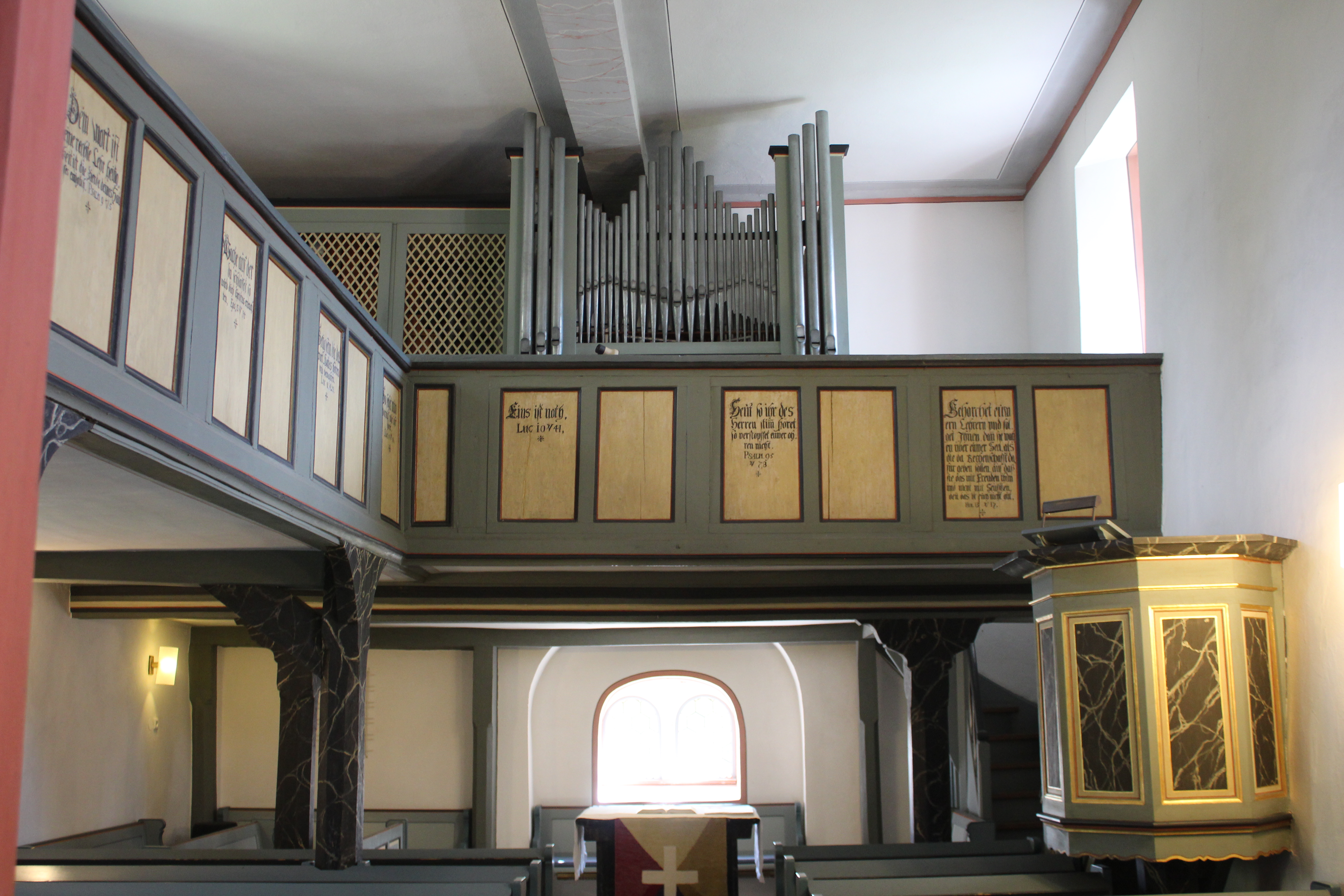
Innenraum Richtung Osten

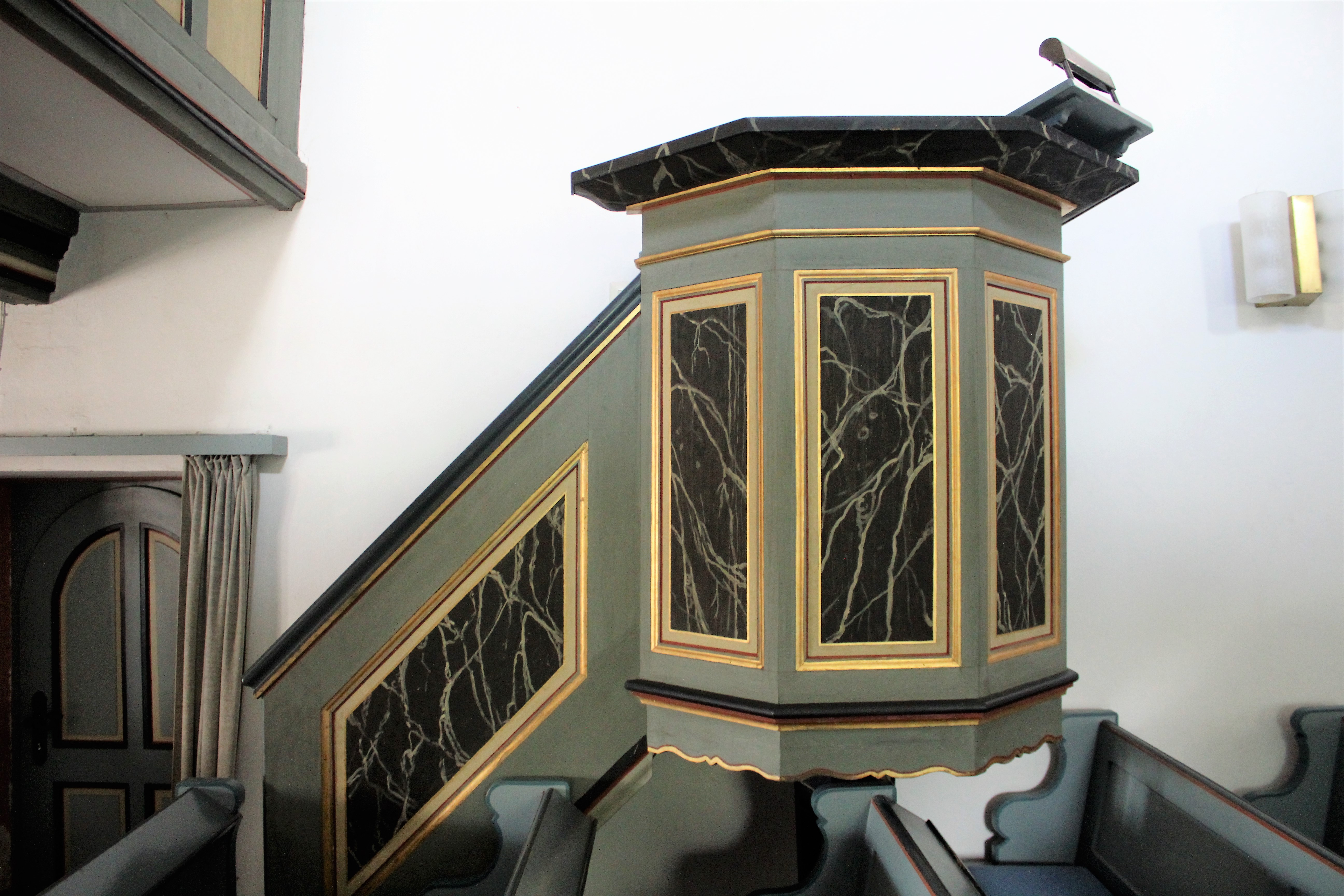
Kanzel des 18. Jahrhunderts

Der Innenraum ist entsprechend reformierter Tradition schlicht ausgestattet. Er wird durch eine flache Holzdecke auf einem Längsunterzug abgeschlossen. Unterhalb des Dachreiters stützt ein achtseitiger, rot bemalter Holzpfosten mit Bügen die Decke. Die Datierung „1672“ wurde bei der Renovierung 1953 entdeckt. Ursprünglich stützten zwei Pfosten die Decke. Die dreiseitig umlaufende hölzerne Empore, die im 17./18. Jahrhundert in mehreren Bauabschnitten eingebaut wurde, ruht auf Stützen mit Bügen in unterschiedlichen Formen. Die Südwand der Kirche mit den beiden Portalen und der Kanzel ist ausgespart. Die hochrechteckigen kassettierten Füllungen der Brüstung tragen Bibelverse, die 1968 zum Teil freigelegt wurden.
Der Abendmahlstisch ist eine Stiftung des Grafen Karl zu Solms-Braunfels aus dem Jahr 1794. Der Blockaltar aus schwarzem Lahnmarmor wurde Ende des 18. Jahrhunderts geschaffen. Die Kanzel des 18. Jahrhunderts an der Südwand ruht auf einem Fuß und hat keinen Schalldeckel. Die hochrechteckigen Füllungen der Kanzelfelder sind marmoriert bemalt und haben vergoldete Profile. 
Zwei graue Steinepitaphe erinnern an Pfarrer Johann Andreas Pfaffius († 1763) und seine Frau Anna Elisabeth († 1760). Die Platten lagen ursprünglich im Mittelgang der Kirche und sind heute an der südlichen Außenwand aufgestellt. Beide tragen lange Inschriften. Im rundbogigen Abschluss ist jeweils ein geflügelter Engelkopf angebracht.

## Orgel

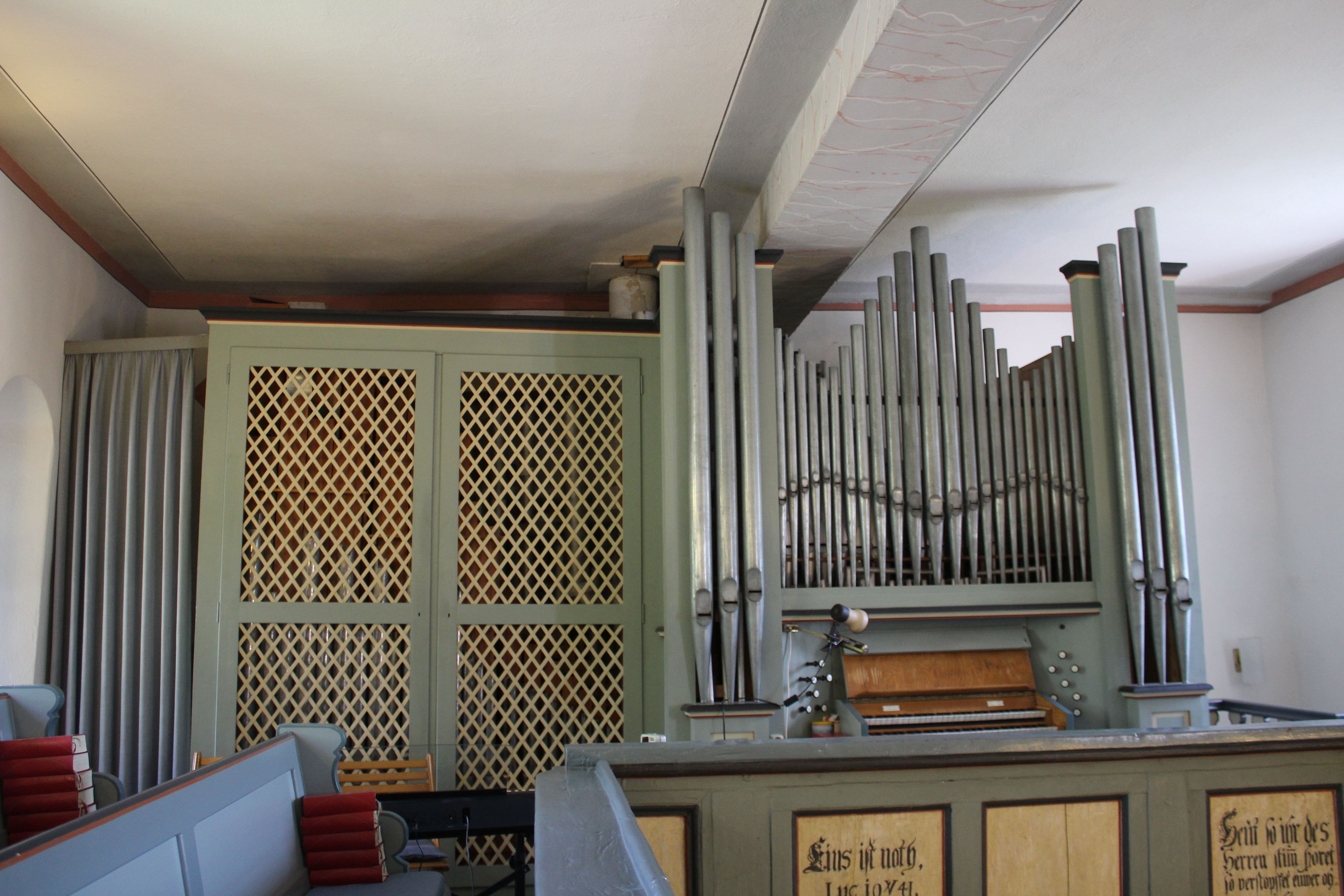
Walcker-Orgel von 1953

Abicht berichtet 1836, dass die Orgel der Nauborner Kirche von mittelmäßiger Qualität sei. Im Jahr 1953 stellte E. F. Walcker & Cie. eine zweimanualige, vorderspielige  Orgel mit zwölf Registern hinter einem Freipfeifenprospekt auf der Ostempore auf. Das Pedalwerk wurde in der Nordostecke hinter einem Verschlag mit durchbrochenem Rautenwerk untergebracht. Zwei leere Schleifen waren zum Ausbau für weitere Register vorbereitet. Orgelbau Hardt erweiterte später um Krummhorn 8′ und Superoktave 2′. Die Disposition lautet seitdem wie folgt:
| I Manual C–g3 |    |
| Prinzipal     | 8′ |
| Gedackt       | 8′ |
| Oktave        | 4′ |
| Holzflöte     | 4′ |
| Superoktave   | 2′ |
| Mixtur III–IV | 2′ |

| II Manual C–g3  |       |
| Musiziergedackt | 8′    |
| Nachthorn       | 4′    |
| Prinzipal       | 2′    |
| Sifflöte        | 1 ⁄3′ |
| Krummhorn       | 8′    |

| Pedal C–f1 |     |
| Subbaß     | 16′ |
| Oktavbaß   | 8′  |
| Choralbaß  | 4′  |

- Koppeln: II/I, I/P, II/P